# Melkweg (Amsterdam)
De Melkweg is een poppodium en cultureel centrum met live-muziek, clubnachten, fotografie, film en festivals. Het is gevestigd in de voormalige suikerraffinaderij De Granaatappel en melkfabriek aan de Lijnbaansgracht in Amsterdam, achter het Leidseplein en naast de Stadsschouwburg.

## Geschiedenis

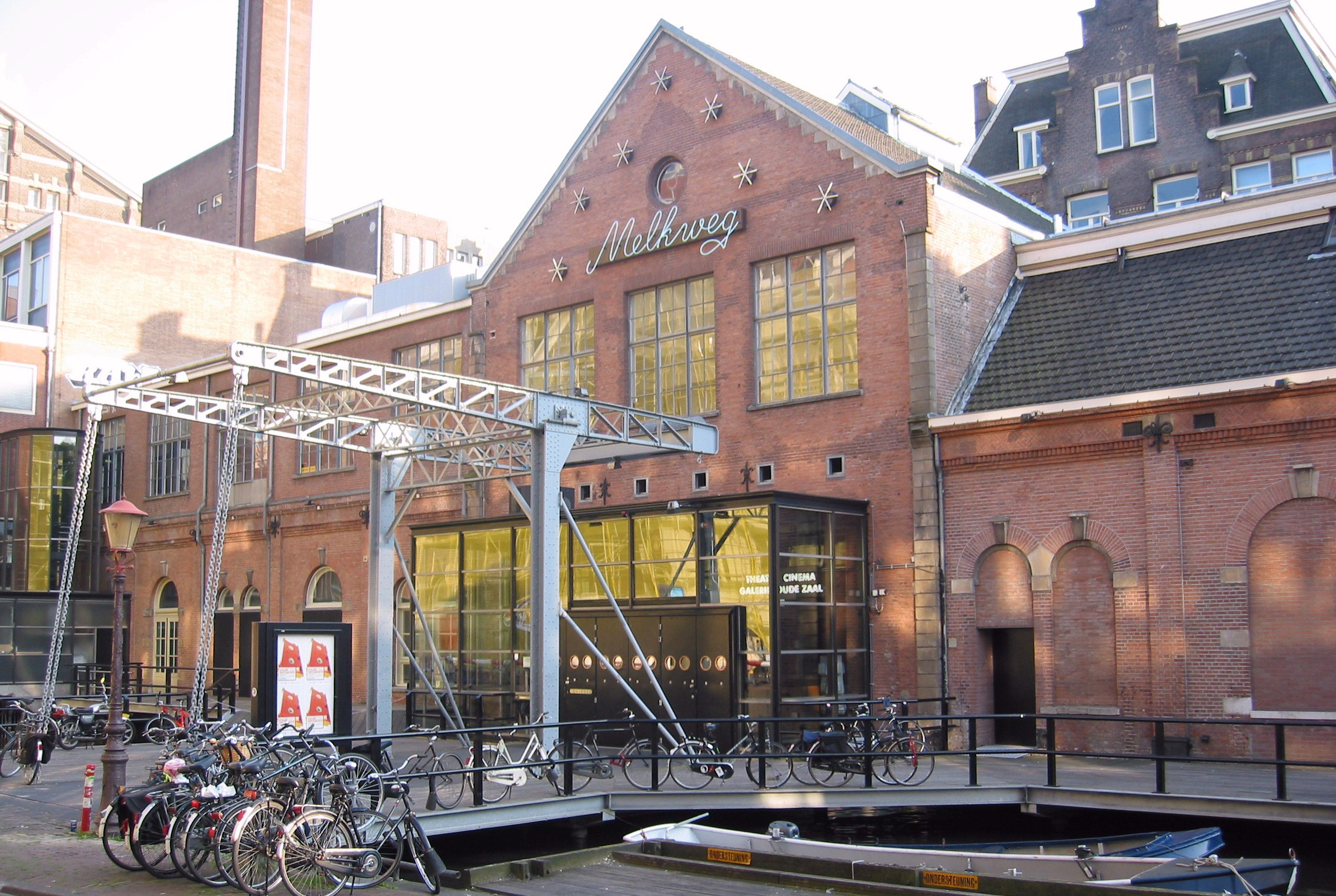
De Melkweg in 2004 (zonder de nieuwbouw)

In de 19e eeuw werd aan de Lijnbaansgracht een suikerraffinaderij gevestigd, een van de directeuren was de filantroop Willem Spakler. Deze raffinaderij werd op 19 september 1920 gesloten en opgekocht door de Onderlinge Vereeniging van Veehouders voor de verkoop van zuivere koemelk (OVVV). De OVVV fuseerde eind jaren zestig met de Melkunie (tegenwoordig Campina), en de melkfabriek werd in 1969 gesloten.
Nadat de fabriek een jaar gesloten was, werd het pand in de zomer van 1970 ingericht voor een cultureel zomerproject, gericht op jongeren. Het bestond toen uit een theehuis, een restaurant en een zaal voor muziek, film, en theater. In '71 en '72 werd het project wegens succes herhaald.

### Poppodium, cinema, theater, galerie en media
Sinds 1973 is de Melkweg permanent open als cultureel centrum. In de jaren die volgden ontpopte de Melkweg zich als een van de belangrijkste podia voor popcultuur van Amsterdam en Nederland, en ook buiten de landsgrenzen werd het podium een bekende naam. De Melkweg werd een ontmoetingsplek voor hippies in de jaren 70 en 80, en ontwikkelde zich tot een multidisciplinair centrum met ruimte voor alle muziekstijlen. Vele grote artiesten uit binnen- en buitenland traden op, onder wie U2 (eerste optreden buiten Ierland), Nirvana, Pearl Jam, Prince en Lady Gaga. De Melkweg onderscheidt zichzelf door haar diverse programmering, waar grote namen naast opkomend talent staan.

## Zalen
De Melkweg begon met één zaal voor muziek, film en theater, maar is in de afgelopen 40 jaar grondig verbouwd. Het groeide uit tot een centrum met twee concertzalen (The Max en de Oude Zaal), een multifunctionele zaal voor concerten en voorstellingen, een bioscoop, een expositieruimte en een café. De Oude Zaal en Theaterzaal ondergingen in 2000 een grondige verbouwing. The Max werd in 2007 verbouwd, waarbij de capaciteit werd uitgebreid naar 1500 personen. De Oude Zaal heeft een capaciteit van maximaal 700 personen.
In 2009 werd de Rabozaal geopend, een zaal die de Melkweg deelt met de Stadsschouwburg en die tussen de twee panden 'hangt'. Daarnaast programmeert de Melkweg ook met regelmaat in het tegenover gelegen Sugarfactory en op andere locaties in de stad. Jaarlijks trekt de Melkweg meer dan 400.000 bezoekers.
In 2018 werd het café in eigen beheer geopend als MILK Café, die samen met de Melkweg EXPO een ingang aan de Marnixstraat deelt.
Naast de reguliere programmering organiseert de Melkweg grotere multidisciplinaire en politiek-maatschappelijke events, is het podium programmerend partner van Amsterdam Dance Event (ADE) en organiseert het jaarlijkse Encore Festival op de NDSM-werf in Amsterdam Noord.

## Organisatie
De Melkweg is een non-profitorganisatie: een stichting met culturele en maatschappelijke doelstellingen. De Melkweg onderschrijft de Governance Code Cultuur en de Code Culturele Diversiteit. De organisatie kent een Raad van Toezicht en een eenkoppig bestuur, tevens algemeen directeur.
De Melkweg is onderdeel van verschillende culturele netwerken en projecten op Europees niveau: Liveurope en Trans Europe Halles.